# Eparchie maladzečanská
Eparchie Maladzečna je eparchie běloruské pravoslavné církve nacházející se v Bělorusku.

## Území a titul biskupa
Zahrnuje správní hranice území Vilejského, Valožynského, Dzjaržynského, Maladzečanského, Mjadzelského, Stoubcyjského a Uzdenského rajónu Minské oblasti.
Eparchiálnímu biskupovi náleží titul biskup maladzečanský a stoubcyjský.

## Historie
Eparchie byla zřízena rozhodnutím Svatého synodu dne 23. října 2014 z části území minské eparchie. Stala se součástí nově vzniklé minské metropole.

## Seznam biskupů
- od 2014 Pavel (Cimafeenkau)